# Hồ Rend
Hồ Rend là một hồ nhân tạo của Nam Illinois ở các hạt Franklin và Jefferson gần Benton, Illinois. Độ cao của hồ là 403 foot (123 m) trên mực nước biển.
Hồ Rend là một hồ chứa được tạo thành khi Quân đoàn kỹ sư Mỹ xây đập ngăn sông Big Muddy. Con đập và hồ đã được cho phép xây tạo ra năm 1962, nhưng hồ này phải đến tháng 3 năm 1973 mới hoàn thành. Lưu trữ ngày 26 tháng 7 năm 2006 tại Wayback Machine
Ngày nay hồ Rend có 18.900 acre (76 km²) mặt nước và cung cấp hơn 15 triệu gallon nước mỗi ngày cho 300.000 người ở hơn 60 khu dân cư. Khu vực giải trí Bang Wayne Fitzgerrell chiếm một phần bờ tây của hồ.  Các bãi tắm ở Bắc Marcum và Nam Sandusky do Quân đoàn kỹ sư Mỹ quản lý và khai thác.